# サハロフ (小惑星)
サハロフ (1979 Sakharov) は、小惑星帯の小惑星である。ライデン天文台のファン・ハウテン夫妻およびパロマー天文台のトム・ゲーレルスが発見した。
ロシアの物理学者アンドレイ・サハロフにちなんで名付けられた。